# Roman Květ
Roman Květ (17 december 1997) is een Tsjechisch voetballer die in het seizoen 2024/25 door FC Viktoria Pilsen wordt uitgeleend aan FCV Dender EH.

## Carrière
Květ begon z'n seniorencarrière bij FK Příbram. In 2020 stapte hij over naar FC Bohemians 1905 Praag, eerst op uitleenbasis en later definitief. In december 2022 versierde hij een transfer naar FC Viktoria Pilsen. Na zijn eerste halve seizoen bij de toenmalige regerende landskampioen werd Květ uitgeleend aan de Turkse eersteklasser Sivasspor. In juni 2024 werd Květ opnieuw uitgeleend, ditmaal aan de Belgische eersteklasser FCV Dender EH.